# Бонд (кратер)
Бонд (англ. Bond) — кратер у квадранглі Аргір на Марсі, що розташований на 33.9° південної широти й 36° західної довготи. Діаметром – 110,6 км. Його було названо 1973 року на честь американського астронома Дж.Ф. Бонда. 

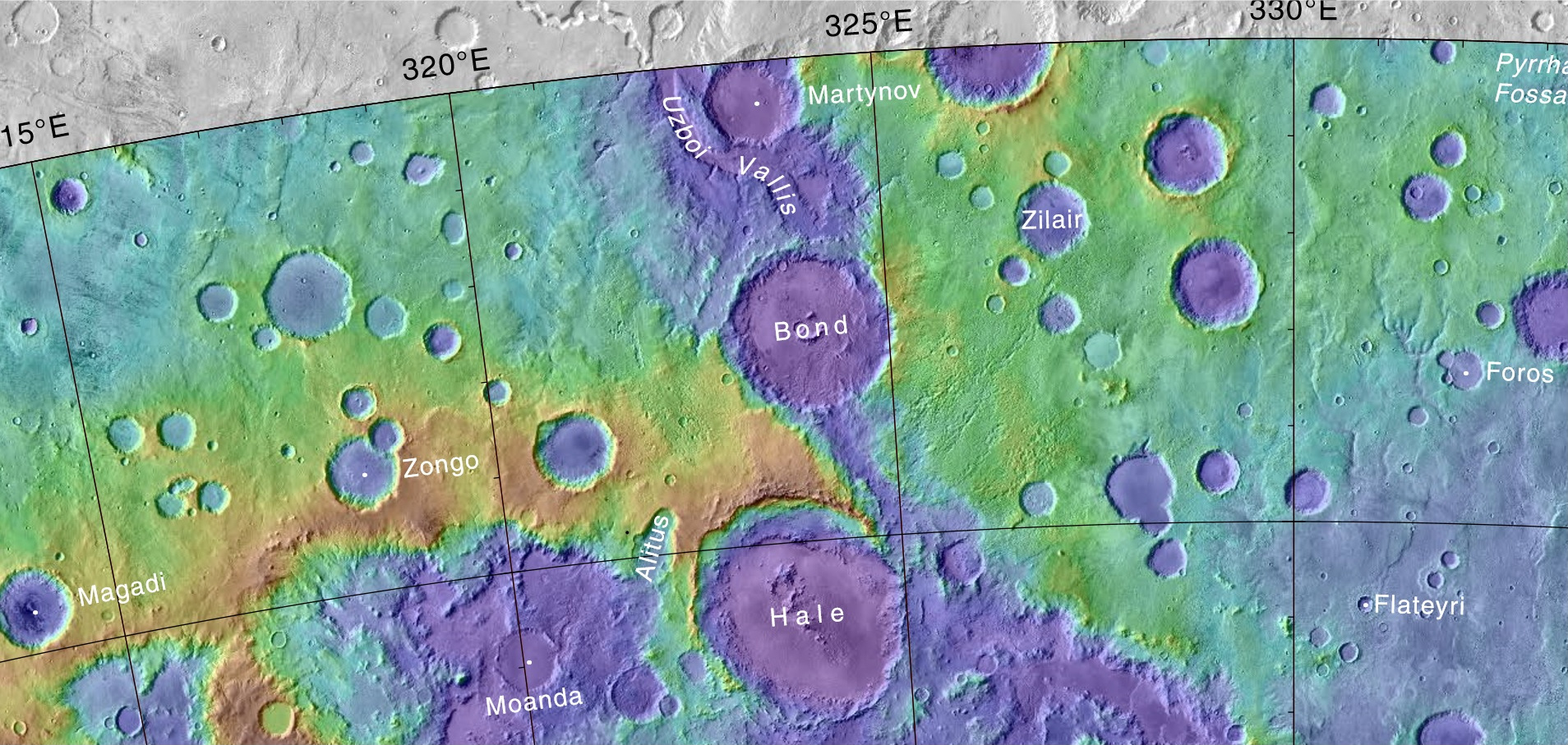
Розташування кратера Бонда відносно інших об’єктів.
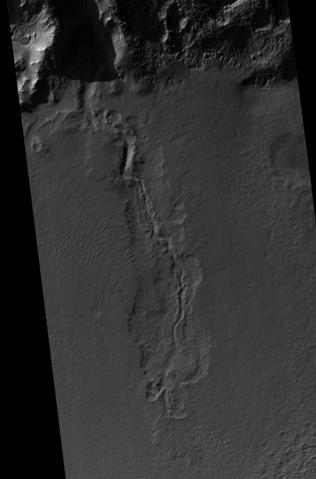
Кратер Бонда.
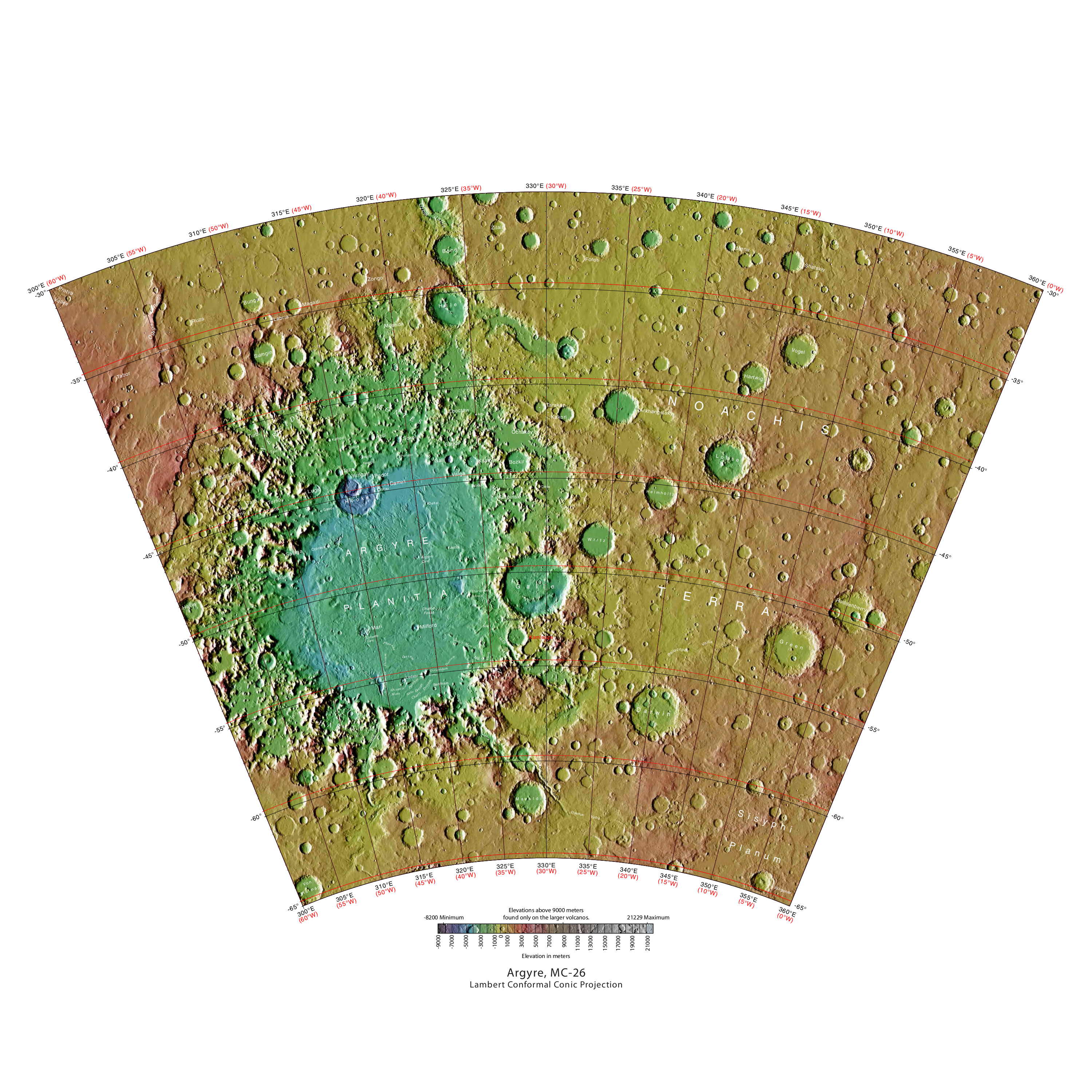
Квадрангл Аргір.